# Денис Муквеге
Денис Муквеге (на френски: Denis Mukwege) е лекар и общественик от Демократична република Конго.
Роден е на 1 март 1955 година в Букаву в семейството на петдесятнически свещеник. През 1983 година завършва медицина в Бурундийския университет, работи като лекар в родния си град, а през 1989 година завършва специализация по акушерство и гинекология в Университета на Анже. През 1999 година, по време на войните в Централна Африка, основава болницата „Панзи“, в която през следващите години са лекувани десетки хиляди пострадали, повечето от тях при системни изнасилвания. Муквеге става известен с обществената си дейност за прекратяване на използването на сексуално насилие при военните действия. През 2015 година защитава докторат в Брюкселския свободен университет.
За своята дейност Денис Муквеге получава Награда за свобода на мисълта „Сахаров“ през 2014 година и Нобелова награда за мир, заедно с Надия Мурад, през 2018 година.